# Ханкок (окръг, Джорджия)
Окръг Ханкок (на английски: Hancock County) е окръг в щата Джорджия, Съединени американски щати. Площта му е 1241 km², а населението - 9463 души. Административен център е град Спарта.